# 措美镇
措美镇（藏語：མཚོ་སམད་），是中华人民共和国西藏自治区山南市措美县下辖的一个乡镇级行政单位。

## 行政区划
措美镇下辖以下地区：
当许社区、雪热村、玉美村和波嘎村。